# 東京都道316號日本橋芝浦大森線
東京都道316號日本橋芝浦大森線是連結日本東京都中央區日本橋本町至大田區大森南1丁目的主要地方道。
起點至銀座8丁目的外堀通分岐點是昭和通，這裡往大森方向為海岸通，港區海岸3丁目潮路橋交差點至内陸側的分岐東品川1丁目交差點是舊海岸通。
京濱地區的重要道路，卡車的通行量相當多。港區、品川區、大田區内區間於首都高（都心環狀線、羽田線）的下方通過。

## 起點・終點
- 起點：中央區日本橋本町（本町3丁目交差點）
- 終點：大田區大森南1丁目
- 全長：約20km。

## 一般名稱
- 昭和通（昭和通り）
- 海岸通（海岸通り）
- 舊海岸通（旧海岸通り）

## 通過的自治體
- 東京都
  - 中央區
  - 港區
  - 品川區
  - 大田區

## 重複的道路
- 國道357號

## 連接的道路
- 國道4號（起點）
- 國道6號（起點）
- 永代通
- 晴海通
- 外堀通
- 新大橋通
- 國道130號
- 國道357號
- 環七通

## 關連項目
- 東京都道一覽